# Scooby-Doo e gli invasori alieni
Scooby-doo e gli invasori alieni (Scooby-Doo and the Alien Invaders) è un film del 2000 diretto da Jim Stenstrum.
Prodotto dalla Warner Bros. Animation in collaborazione con Hanna-Barbera Cartoons, è stato distribuito negli Stati Uniti d'America il 3 ottobre 2000 e in Italia il 23 maggio 2001.
Il film non è mai uscito in Italia in DVD. Viene trasmesso sulle reti Boomerang, Cartoon Network, Boing e Italia 1.
È l'ultima volta che Mary Kay Bergman doppiò Daphne prima del suo suicidio avvenuto l'11 novembre 1999; il film è stato dedicato alla sua memoria.

## Trama
La Mystery Incorporated si trova in New Mexico quando la Mystery Machine ha un problema al motore e così la squadra si divide. Shaggy e Scooby restano di guardia e gli altri raggiungono un paesino, Roswell, dove vengono aiutati da un uomo, Lester, che crede a Shaggy e Scooby quando raccontano di aver visto degli alieni. Infatti, è molto tempo che ci sono avvistamenti di quel tipo da quelle parti. E come se non bastasse i due amici si innamorano, Shaggy di una fotografa nativa americana hippie chiamata Crystal e Scooby della sua golden retriever, Amber. Dopo aver rivelato l'incontro fatto i loro amici scoprono con sorpresa i sentimenti di Scooby e Shaggy per le loro nuove amiche inoltre due ragazzi immaginano un futuro sereno con Crystal e Amber senza più misteri e finalmente essere felici formando una famiglia con loro. Col proseguire il gruppo insieme a Crystal e Amber scopriranno che dietro gli alieni si celavano gli addetti del governo della stazione SALF. Gli addetti del SALF avevano scoperto una miniera d'oro abbandonata nell'Ottocento che era stata creduta esaurita in passato.
Dopo la scoperta i tre membri del SALF avevano deciso di tenerla per loro non volendo farsela soffiare dal governo ed esserne gli unici padroni e la storia degli alieni era solo un trucco per tenere alla larga i curiosi ma avendo scoperto il loro segreto i tre membri del SALF decidono di sbarazzarsi dei presenti per evitare che rivelino la verità. Inaspettatamente Crystal e Amber rivelano il loro segreto che avevano tenuto celato da tempo in realtà le due sono aliene in forma rispettivamente acquatica e rettiliana e si rivelano per proteggere Scooby e Shaggy e il resto dei loro amici essendosi innamorate dei due ragazzi. I membri del SALF seppur colti di sorpresa decidono di catturare le due aliene per rivenderle al mercato nero come esemplari da collezione e guadagnare dalla vendita un'immensa fortuna di conseguenza Crystal e Amber prese in contropiede vengono messe all'angolo e rischiano di essere intrappolate dai malvagi criminali ma contro ogni aspettativa Scooby e Shaggy sfoderano un inaspettato coraggio e riescono a salvare le due aliene e mettere fuori combattimento i membri del SALF e catturarli. Sconfitti i criminali, Crystal e Amber ringraziando Scooby e Shaggy per averle aiutate, rivelano di essere venute sulla terra per vedere com'era il mondo degli umani ma una volte giunte sulla terra avevano saputo della faccenda degli alieni avvistati e avevano deciso di investigare su quanto stava accadendo.
In quel momento giunge la nave delle due aliene per riportale a casa e seppur ammettano il loro amore per Scooby e Shaggy non possono restare dovendo tornare sul loro mondo ma promettono loro di non dimenticarli mai e Crystal dà un bacio sulle labbra a Shaggy prima di salutarlo dando ai ragazzi e al resto dei loro amici un sofferto addio per poi infine partire con la loro nave tornando sul loro pianeta sotto le lacrime di Scooby e Shaggy che piangono la scomparsa delle ragazze che amavano. I membri del SALF vengono poco dopo arrestati e vengono presi per pazzi dopo che dichiarano di aver visto dei veri alieni per poi essere portati in prigione sotto le risate del gruppo. Dopo che il loro furgone viene riparato il gruppo riparte seppur Scooby e Shaggy siano tristi per partenza di Crystal e Amber si consolano con gli Scooby Snack offerti da Velma mentre nel cielo appare la scia della nave di Crystal e Amber facendo capire che un giorno torneranno.

## Produzione
I film direct-to-video di Scooby-Doo iniziarono con Scooby-Doo on Zombie Island nel 1998, seguito da Witch's Ghost nel 1999. I primi film avevano avuto così tanto successo che lo studio considerava Scooby-Doo un'opera di punta che avrebbe venduto "non importa cosa". Witch's Ghost ebbe una produzione travagliata, con i dirigenti dello studio che insistevano affinché la squadra seguisse una sceneggiatura scritta da sceneggiatori esterni che la troupe considerava insoddisfacente. A differenza del suo predecessore, Scooby-Doo and the Alien Invaders fu una produzione in gran parte tranquilla, con poca supervisione dei dirigenti. Il film fu scritto da Davis Doi e Lance Falk, con Glenn Leopold che contribuì con alcuni piccoli elementi.  La sigla vedeva l'attrice Jennifer Love Hewitt esibirsi.

## Accoglienza
Su Rotten Tomatoes il film ha un indice di gradimento dell'80% basato su cinque recensioni, con una valutazione media di 5,5/10.  David Parkinson di Radio Times , ha dato al film tre stelle su cinque, dicendo: "Questa avventura a cartoni animati è la migliore di una serie di spin-off di lungometraggio dell'amatissima serie TV". Carrie R. Wheadon di Common Sense Media ha dato al film 3 stelle su 5.

## Doppiaggio
| Personaggio   | Doppiatore originale | Doppiatore italiano |
| ------------- | -------------------- | ------------------- |
| Scooby-Doo    | Scott Innes          | Roberto Gammino     |
| Shaggy Rogers | Scott Innes          | Simone Mori         |
| Fred Jones    | Frank Welker         | Massimo De Ambrosis |
| Daphne Blake  | Mary Kay Bergman     | Rossella Acerbo     |
| Velma Dinkley | B.J. Ward            | Tiziana Avarista    |
| Lester        | Jeff Bennett         | Giorgio Lopez       |
| Steve         | Mark Hamill          | Vittorio Stagni     |
| Crystal       | Candi Milo           | Cristina Boraschi   |
| Laura         | Audrey Wasilewski    | Pinella Dragani     |
| Dottie        | Jennifer Hale        | Stefanella Marrama  |
| Sergio        | Neil Ross            | Renato Mori         |